# Woodstock (New York)
Woodstock is een kleine plaats in de Amerikaanse staat New York, gelegen in Ulster County. Er woonden in 2000 ongeveer 6241 mensen. Het is vooral bekend geworden dankzij het Woodstock Music and Art Festival, dat eigenlijk ongeveer 65 km van Woodstock in het dorp Bethel gehouden werd. Het festival was wel gepland in Woodstock, maar 4 weken vóór het festival werd de vergunning ingetrokken. Elliot Tiber, die een motel met 80 kamers bezat in Bethel, zo'n 65 kilometer verderop, bood aan het festival op zijn terrein te houden, hij had daar al een vergunning voor, die hij verkocht aan de organisatoren van het festival voor 1 dollar (hij had er immers ook 1 dollar voor betaald) De vergunning was eigenlijk voor een 'kamermuziekconcert'. De aangeboden 15 hectare was te klein voor het Woodstock festival. Hij vond Max Yasgur, een melkveehouder die zijn 2,4 km² land beschikbaar stelde voor $75.000. Vier jaar later overleed Yasgur aan een hartinfarct.

## Geschiedenis
De stichters van Woodstock kwamen rond 1770 in het gebied wonen, dat nu tot Woodstock gerekend wordt. De stad werd in 1787 gesticht.

## Bekende inwoners
In Woodstock is een grote kunstenaarsgemeenschap en veel muzikanten en andere artiesten wonen er of hebben er gewoond.

### Zangers en andere musici
- Daevid Allen
- De leden van The Band: Rick Danko, Garth Hudson, Richard Manuel, en Robbie Robertson
- David Bowie
- Paul Butterfield
- Jack DeJohnette
- Bob Dylan
- Tony Levin
- Thelonious Monk
- Van Morrison
- Bonnie Raitt
- Mick Ronson
- Todd Rundgren

### Artiesten
- Anton Refregier

### Acteurs
- Jennifer Connelly
- Ethan Hawke
- Piper Laurie
- Lee Marvin
- Uma Thurman
- Liv Tyler

### Wetenschap
- John Dewey, stichter van het Pragmatisme

## Geboren
- Noelle Parker (25 december 1971), actrice
- Fiona Dourif  (30 oktober 1981), actrice

## Plaatsen in de nabije omgeving
De onderstaande figuur toont nabijgelegen plaatsen in een straal van 16 km rond Woodstock.